# Joliet (Montana)
Joliet é uma cidade  localizada no estado americano de Montana, no Condado de Carbon.

## Demografia
Segundo o censo americano de 2000, a sua população era de 575 habitantes.
Em 2006, foi estimada uma população de 613, um aumento de 38 (6.6%).

## Geografia
De acordo com o United States Census Bureau tem uma área de
0,7 km², dos quais 0,7 km² cobertos por terra e 0,0 km² cobertos por água.

## Localidades na vizinhança
O diagrama seguinte representa as localidades num raio de 28 km ao redor de Joliet.